# Zaglyptus miarus
Zaglyptus miarus är en stekelart som beskrevs av Gupta 1961. Zaglyptus miarus ingår i släktet Zaglyptus och familjen brokparasitsteklar. Inga underarter finns listade i Catalogue of Life.